# Redwitz (Wüstung)
Redwitz, oft auch Redewitz genannt, ist eine Wüstung in der Gemarkung des Ortsteils Unterhasel der Gemeinde Uhlstädt-Kirchhasel im Landkreis Saalfeld-Rudolstadt in Thüringen.

## Lage
Die Wüstung Redwitz befand sich zwischen den damaligen Grenzen der Stadt Rudolstadt und der Gemarkung von Unterhasel in der Saaleaue.

## Geschichte
Bereits 1217 wurde Pfarrer Heinrich mit der Durchführung der Frühmessen und Vikaren mit seinen Messdienern vom Hauptgeistlichen der Stadtkirche zu Rudolstadt beauftragt, im Ort Redwitz durchzuführen.
In der Ortschronik Kirchhasel wird von einem bäuerlichen Fischerdorf in der damaligen Saaleaue berichtet. Zu dieser Zeit herrschten an der Saale ganz andere Lebens- und Produktionsbedingungen. Die Urbarmachung in der Flussaue, die beginnende Industrialisierung und die folgende Erweiterung der Stadt hatten Einfluss auf die Wasserführung des Flusses. Die Fischer und Bauern siedelten in die höher gelegenen Nachbarorte um.